# Jiří Mahen
Jiří Mahen (n. 12 decembrie 1882, Čáslav⁠(d), Regatul Boemiei, Austro-Ungaria – d. 22 mai 1939, Brno, Protectoratul Boemiei și Moraviei) a fost un romancier, dramaturg și eseist ceh. 

## Viață

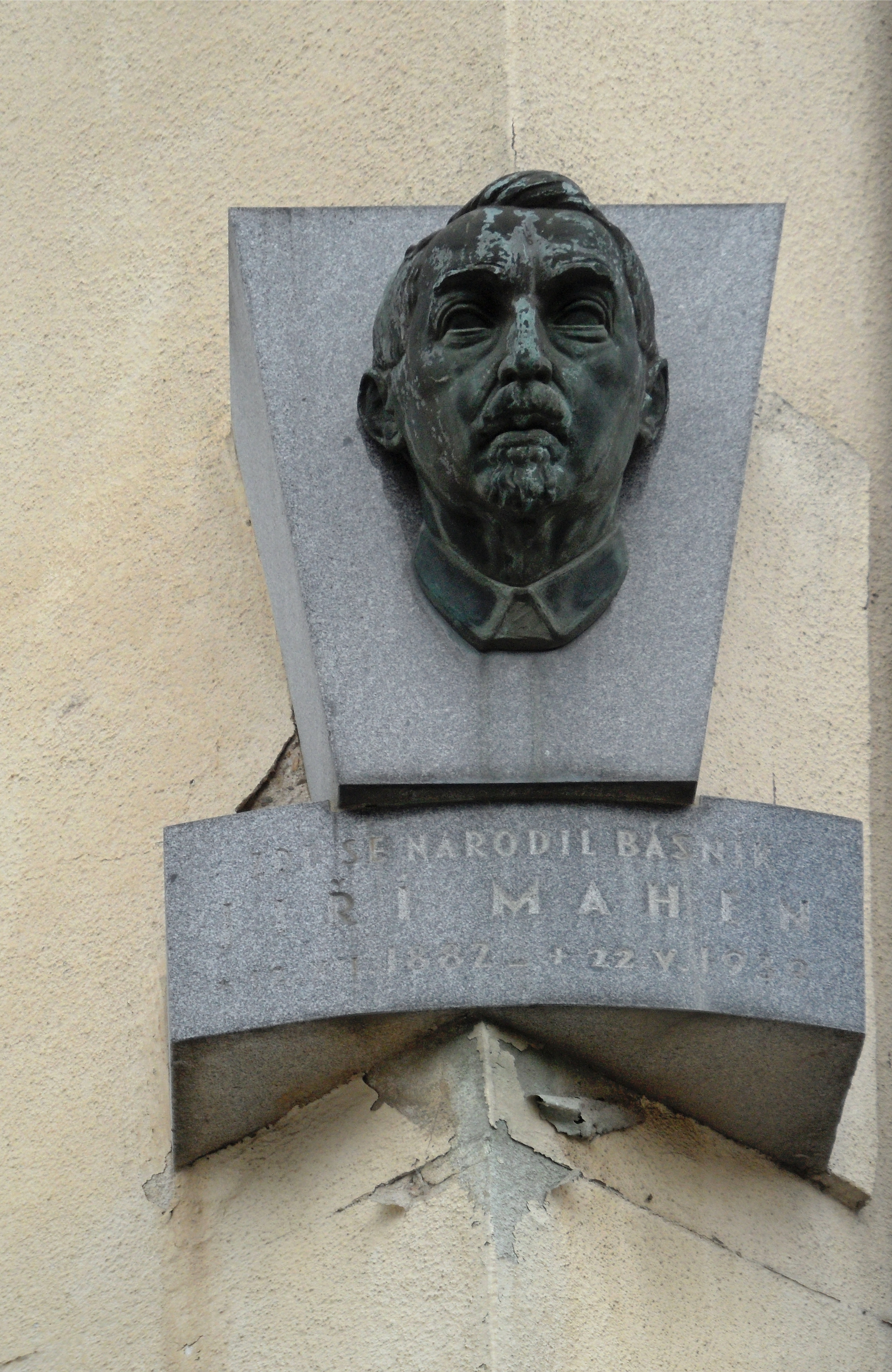
Placuta memorială a lui Jiří Mahen din Čáslav, locul lui de naștere

El s-a născut ca Antonín Vančura, în Čáslav, într-o veche familii de nobili care avea religia fraților Boemiei. În timpul școlii de gramatică a devenit anarhist. Mai târziu, a studiat lingvistica limbii cehe și germane la Universitatea din Praga. După 1910, a lucrat ca jurnalist la Lidové noviny, unul dintre cele mai importante ziare cehe. În anii 1920 a devenit director al Bibliotecii Municipale din Brno. În 1939, datorită depresiei care a urmat ocupării Cehoslovaciei de către Hitler, s-a sinucis la 22 mai la Brno . 
Biblioteca Mahenova din Brno este îi poartă numele. 
Mahen era vărul romancierului Vladislav Vančura. 

## Lucrări scrise
Cele mai importante texte ale sale sunt romanele Kamarádi svobody și Měsíc  un roman despre poetism, piesele de teatru Mrtvé moře, scrisă în 1917, Jánošík în 1910 și Generace (Generație) în 1921. El a fost autorul mai multor cărți de eseuri, printre care Rybářská knížka (Cartea pescarilor), scrisă în 1921, este cea mai cunoscută. 